# Qualificações para o Campeonato Europeu de Futebol de 2020 – Grupo F
O Grupo F das Qualificações para o Campeonato Europeu de Futebol de 2020 foi um dos dez grupos que decidiu os participantes do Campeonato Europeu de Futebol de 2020. As duas melhores seleções se classificaram.

## Classificação
|  | Equipes qualificadas para o Campeonato Europeu de Futebol de 2020 |
|  | Equipes classificadas para a repescagem                           |
|  | Equipes eliminadas                                                |

| Pos | Equipe      | Pts | J  | V | E | D | GP | GC | SG  | Classificado                     |  | Espanha | Suécia | Noruega | Romênia | Ilhas Feroe | Malta |
| --- | ----------- | --- | -- | - | - | - | -- | -- | --- | -------------------------------- |  | ------- | ------ | ------- | ------- | ----------- | ----- |
| 1   | Espanha     | 26  | 10 | 8 | 2 | 0 | 31 | 5  | +26 | Qualificado para o Eurocopa 2020 |  | —       | 3–0    | 2–1     | 5–0     | 4–0         | 7–0   |
| 2   | Suécia      | 21  | 10 | 6 | 3 | 1 | 23 | 9  | +14 | Qualificado para o Eurocopa 2020 |  | 1–1     | —      | 1–1     | 2–1     | 3–0         | 3–0   |
| 3   | Noruega     | 17  | 10 | 4 | 5 | 1 | 19 | 11 | +8  | Avança para a repescagem         |  | 1–1     | 3–3    | —       | 2–2     | 4–0         | 2–0   |
| 4   | Romênia     | 14  | 10 | 4 | 2 | 4 | 17 | 15 | +2  | Avança para a repescagem         |  | 1–2     | 0–2    | 1–1     | —       | 4–1         | 1–0   |
| 5   | Ilhas Faroé | 3   | 10 | 1 | 0 | 9 | 4  | 30 | −26 | Eliminado                        |  | 1–4     | 0–4    | 0–2     | 0–3     | —           | 1–0   |
| 6   | Malta       | 3   | 10 | 1 | 0 | 9 | 3  | 27 | −24 | Eliminado                        |  | 0–2     | 0–4    | 1–2     | 0–4     | 2–1         | —     |

1. 1 2  Empatados em confronto direto (3) e saldo de gols confronto direto (0). Gols fora de casa no confronto direto: Ilhas Faroe 1, Malta 0.

## Partidas
As partidas foram divulgadas pela UEFA em 2 de dezembro de 2018. Para as partidas em março e novembro é utilizado o fuso horário UTC+1 e para o restante é seguido o fuso horário UTC+2.
| 23 de março de 2019 | Malta                      | 2 – 1     | Ilhas Faroé   | Estádio Nacional, Ta' Qali                         |
| 18:00               | Nwoko 13' · Borg 77' (pen) | Relatório | Thomsen 90+8' | Público: 7 531 Árbitro: ISL Vilhjálmur Þórarinsson |

| 23 de março de 2019 | Suécia                     | 2 – 1     | Romênia    | Friends Arena, Solna                        |
| 18:00               | Quaison 33' · Claesson 40' | Relatório | Keșerü 58' | Público: 30 115 Árbitro: ENG Michael Oliver |

| 23 de março de 2019 | Espanha                              | 2 – 1     | Noruega        | Estádio de Mestalla, Valência                 |
| 20:45               | Rodrigo 16' · Sergio Ramos 71' (pen) | Relatório | King 65' (pen) | Público: 39 752 Árbitro: LVA Andris Treimanis |

| 26 de março de 2019 | Malta | 0 – 2     | Espanha         | Estádio Nacional, Ta' Qali                 |
| 20:45               |       | Relatório | Morata 31', 73' | Público: 16 542 Árbitro: SCO Andrew Dallas |

| 26 de março de 2019 | Noruega                               | 3 – 3     | Suécia                                              | Ullevaal Stadion, Oslo                       |
| 20:45               | Johnsen 41' · King 59' · Kamara 90+7' | Relatório | Claesson 70' · Nordtveit 86' (g.c.) · Quaison 90+1' | Público: 23 459 Árbitro: ITA Gianluca Rocchi |

| 26 de março de 2019 | Romênia                                 | 4 – 1     | Ilhas Faroé        | Stadionul Dr. Constantin Rădulescu, Cluj-Napoca |
| 20:45               | Deac 26' · Keșerü 29', 33' · Pușcaș 63' | Relatório | Davidsen 40' (pen) | Público: 10 502 Árbitro: TUR Halil Umut Meler   |

| 7 de junho de 2019 | Ilhas Faroé  | 1 – 4     | Espanha                                                            | Tórsvøllur, Tórshavn                    |
| 20:45              | K. Olsen 30' | Relatório | Sergio Ramos 6' · Jesús Navas 19' · Gestsson 34' (g.c.) · Gayà 71' | Público: 3 226 Árbitro: ALB Enea Jorgji |

| 7 de junho de 2019 | Noruega                           | 2 – 2     | Romênia           | Ullevaal Stadion, Oslo                      |
| 20:45              | T. Elyounoussi 56' · Ødegaard 70' | Relatório | Keșerü 77', 90+2' | Público: 17 664 Árbitro: RUS Sergei Karasev |

| 7 de junho de 2019 | Suécia                               | 3 – 0     | Malta | Friends Arena, Solna                    |
| 20:45              | Quaison 2' · Claesson 50' · Isak 81' | Relatório |       | Público: 26 421 Árbitro: IRL Rob Harvey |

| 10 de junho de 2019 | Ilhas Faroé | 0 – 2     | Noruega          | Tórsvøllur, Tórshavn                       |
| 20:45               |             | Relatório | Johnsen 49', 83' | Público: 3 083 Árbitro: LTU Donatas Rumšas |

| 10 de junho de 2019 | Malta | 0 – 4     | Romênia                                  | Estádio Nacional, Ta' Qali                |
| 20:45               |       | Relatório | Pușcaș 7', 29' · Chipciu 34' · Man 90+1' | Público: 6 471 Árbitro: NED Dennis Higler |

| 10 de junho de 2019 | Espanha                                                   | 3 – 0     | Suécia | Estádio Santiago Bernabéu, Madrid           |
| 20:45               | Sergio Ramos 64' (pen) · Morata 85' (pen) · Oyarzabal 87' | Relatório |        | Público: 72 205 Árbitro: SCO William Collum |

| 5 de setembro de 2019 | Ilhas Faroé | 0 – 4     | Suécia                                     | Tórsvøllur, Tórshavn                      |
| 20:45                 |             | Relatório | Isak 12', 15' · Lindelöf 23' · Quaison 41' | Público: 3 108 Árbitro: POR Tiago Martins |

| 5 de setembro de 2019 | Noruega                      | 2 – 0     | Malta | Ullevaal Stadion, Oslo                       |
| 20:45                 | Berge 34' · King 45+1' (pen) | Relatório |       | Público: 11 269 Árbitro: MDA Dumitri Muntean |

| 5 de setembro de 2019 | Romênia    | 1 – 2     | Espanha                              | Arena Națională, Bucareste                 |
| 20:45                 | Andone 59' | Relatório | Sergio Ramos 29' (pen) · Alcácer 47' | Público: 50 024 Árbitro: GER Deniz Aytekin |

| 8 de setembro de 2019 | Romênia    | 1 – 0     | Malta | Estádio Ilie Oană, Ploiești               |
| 18:00                 | Pușcaș 47' | Relatório |       | Público: 13 376 Árbitro: CRO Duje Strukan |

| 8 de setembro de 2019 | Espanha                               | 4 – 0     | Ilhas Faroé | El Molinón, Gijón                              |
| 20:45                 | Rodrigo 13', 50' · Alcácer 90', 90+3' | Relatório |             | Público: 23 644 Árbitro: POL Krzysztof Jakubik |

| 8 de setembro de 2019 | Suécia       | 1 – 1     | Noruega      | Friends Arena, Solna                       |
| 20:45                 | Forsberg 60' | Relatório | Johansen 45' | Público: 38 372 Árbitro: SVN Slavko Vinčić |

| 12 de outubro de 2019 | Ilhas Faroé | 0 – 3     | Romênia                                 | Tórsvøllur, Tórshavn                       |
| 18:00                 |             | Relatório | Pușcaș 74' · Mitriță 83' · Keșerü 90+4' | Público: 2 381 Árbitro: AZE Aliyar Aghayev |

| 12 de outubro de 2019 | Malta | 0 – 4     | Suécia                                                          | Estádio Nacional, Ta' Qali                 |
| 20:45                 |       | Relatório | Danielson 11' · Larsson 58' (pen), 71' (pen) · Agius 66' (g.c.) | Público: 10 702 Árbitro: RUS Sergei Ivanov |

| 12 de outubro de 2019 | Noruega          | 1 – 1     | Espanha    | Ullevaal Stadion, Oslo                      |
| 20:45                 | King 90+4' (pen) | Relatório | Ñíguez 47' | Público: 25 200 Árbitro: ENG Michael Oliver |

| 15 de outubro de 2019 | Ilhas Faroé     | 1 – 0     | Malta | Tórsvøllur, Tórshavn                           |
| 20:45                 | Baldvinsson 71' | Relatório |       | Público: 2 677 Árbitro: ESP José María Sánchez |

| 15 de outubro de 2019 | Romênia     | 1 – 1     | Noruega       | Arena Națională, Bucareste                |
| 20:45                 | Mitriță 62' | Relatório | Sørloth 90+2' | Público: 29 854 Árbitro: SCO Bobby Madden |

| 15 de outubro de 2019 | Suécia   | 1 – 1     | Espanha       | Friends Arena, Solna                        |
| 20:45                 | Berg 50' | Relatório | Rodrigo 90+2' | Público: 49 712 Árbitro: FRA Clément Turpin |

| 15 de novembro de 2019 | Noruega                                       | 4 – 0     | Ilhas Faroé | Ullevaal Stadion, Oslo                  |
| 18:00                  | Reginiussen 4' · Fossum 8' · Sørloth 62', 65' | Relatório |             | Público: 10 400 Árbitro: CRO Fran Jović |

| 15 de novembro de 2019 | Romênia | 0 – 2     | Suécia                 | Arena Națională, Bucareste                  |
| 20:45                  |         | Relatório | Berg 18' · Quaison 34' | Público: 49 678 Árbitro: ITA Daniele Orsato |

| 15 de novembro de 2019 | Espanha                                                                                 | 7 – 0     | Malta | Estádio Ramón de Carranza, Cádis           |
| 20:45                  | Morata 23' · Cazorla 41' · Torres 62' · Sarabia 63' · Olmo 69' · Moreno 71' · Navas 85' | Relatório |       | Público: 19 773 Árbitro: HUN Viktor Kassai |

| 18 de novembro de 2019 | Malta      | 1 – 2     | Noruega               | Estádio Nacional, Ta' Qali                 |
| 20:45                  | Fenech 40' | Relatório | King 7' · Sørloth 62' | Público: 2 708 Árbitro: AZE Aliyar Aghayev |

| 18 de novembro de 2019 | Espanha                                                        | 5 – 0     | Romênia | Estádio Metropolitano, Madrid                 |
| 20:45                  | Ruiz 8' · Moreno 33', 43' · Rus 45+1' (g.c.) · Oyarzabal 90+2' | Relatório |         | Público: 36 198 Árbitro: BLR Aleksei Kulbakov |

| 18 de novembro de 2019 | Suécia                                      | 3 – 0     | Ilhas Faroé | Friends Arena, Solna                   |
| 20:45                  | Andersson 29' · Svanberg 72' · Guidetti 80' | Relatório |             | Público: 19 737 Árbitro: SVN Matej Jug |